# Scytodes zapatana
Espèce
Scytodes zapatana est une espèce d'araignées aranéomorphes de la famille des Scytodidae.

## Distribution
Cette espèce est endémique du Texas aux États-Unis. Elle a été découverte dans le comté de Zapata.

## Description
La femelle holotype mesure 5,1 mm.

## Publication originale
- Gertsch & Mulaik, 1940 : The spiders of Texas. Bulletin of the American Museum of Natural History, vol. 77, p. 307-340 (texte intégral).